# Ярославское (Калининградская область)
Яросла́вское — посёлок в Гурьевском городском округе Калининградской области России.

## История
До 1565 года носила название Шёненвальдт (нем. Schoenenwaldt). В 1950 году указом Президиума Верховного Совета РСФСР деревне Шёнвальде (нем. Schönwalde) присвоено наименование посёлок Ярославское, по происхождению новых поселенцев из Ярославской области.

## Население
| 2002 | 2010 |
| ---- | ---- |
| 130  | ↗157 |

## Улицы
- ул. Заречная,
- ул. Молодёжная,
- ул. Низовская,
- ул. Садовая,
- ул. Центральная.